# Stasys
Stasys ist ein relativ häufig vorkommender litauischer männlicher Vorname, abgeleitet von dem slawischen Vornamen Stanislaus.

## Namensträger
- Stasys Apanavičius (1933–1994), KPdSU-Funktionär und Politiker, Bürgermeister von Jonava und Alytus
- Stasys Antanas Bačkis (1906–1999),  Diplomat und Jurist
- Stasys Brundza (* 1947), Autosportler, Autosammler und Politiker, Seimas-Mitglied
- Stasys Dailydka (* 1953), Eisenbahningenieur, Manager und Politiker, Vizeverkehrsminister
- Stasys Danius (* 1940), Mediziner, Professor, Kommunalpolitiker von Kaišiadorys
- Stasys Eidrigevičius (* 1949), Grafiker, Maler und Lichtbildner
- Stasys Girėnas (1893–1933), Pilot
- Stasys Jakeliūnas (*  1958), Politiker und Finanzberater
- Stasys Karazija (*  1930),  Forstwissenschaftler
- Stasys Kašauskas (* 1943), Journalist, Schriftsteller und Politiker, Seimas-Mitglied
- Stasys Malkevičius (* 1928), Politiker, Seimas-Mitglied
- Stasys Mėčius (* 1955), Strongman und Schwerathletik-Trainer
- Stasys Mikelis (1953–2006),  Politiker, Seimas-Mitglied, Bürgermeister von Neringa
- Stasys Raštikis (1896–1985),  Generalmajor
- Stasys Šedbaras (* 1958),  Jurist und Politiker, Seimas-Mitglied
- Stasys Šimkus (1887–1943), Komponist
- Stasys Stačiokas (1937–2020), Jurist und Politiker, Seimas-Mitglied, Verfassungsrichter
- Stasys Tumėnas (* 1958),  Journalist und Politiker, Vizebürgermeister von Šiauliai
- Stasys Vainoras (* 1966), Politiker von Skuodas
- Stasys Vaitekūnas (1941–2016), Geograph, Professor
- Stasys Vansevičius (1927–2014),  Rechtshistoriker, Professor
- Stasys Vėlyvis (1938–2023), Zivilrechtler, Professor
- Stasys Žvinys (* 1953),  Politiker, Bürgermeister von Molėtai

Zwischenname
- Alfredas Stasys Nausėda (* 1950), Politiker, Seimas-Mitglied
- Ignacas Stasys Uždavinys (1935–2023), Mathematiker und Politiker